# Зав'яловське
Зав'я́ловське (рос. Завьяловское) — село у складі Талицького міського округу Свердловської області.
Населення — 420 осіб (2010, 581 у 2002).
Національний склад станом на 2002 рік: росіяни — 95 %.